# Uragami Gyokudo

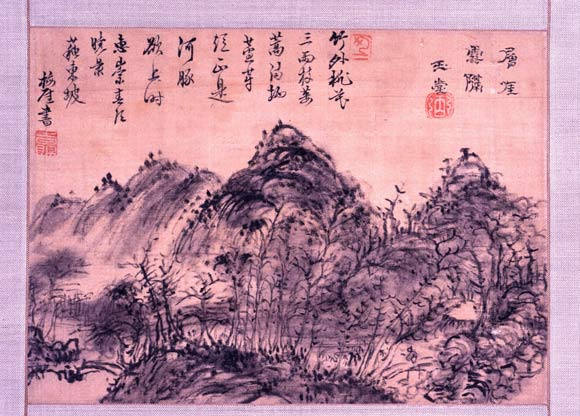
Clouds Shield the Layered Cliffs

Uragami Gyokudo (Japans: 浦上玉堂 Uragami Gyokudō) (Asakuchi, 1745 - Kobe, 10 oktober 1820) was een Japans kunstschilder.
Hij staat bekend als een van de laatste schilders van de Chinese landschapsstijl en tevens een muzikant. Hij speelde op de citer. Tot 1798 was hij in federaal dienstverband en leefde na die tijd in een tempel in Kioto.
- CiNii: DA05283740
- Gemeinsame Normdatei: 119068478
- International Standard Name Identifier: 0000 0000 8284 1233
- Library of Congress Control Number: n81061771
- Bibliotheek van het Japanse parlement: 00272443
- Nationale Bibliotheek van Israël: 987007269449305171
- Nederlandse Thesaurus van Auteursnamen: 074145746
- RKD-Nederlands Instituut voor Kunstgeschiedenis: 286600
- Système universitaire de documentation: 112672280
- Union List of Artist Names: 500121073
- Virtual International Authority File: 417149106004268490125